# Complexe volcanique du mont Edziza
Le complexe volcanique du mont Edziza, en anglais : Mount Edziza volcanic complex, est un complexe volcanique de Colombie-Britannique, Canada. En tant que complexe volcanique, il se compose de plusieurs types de volcans, dont des volcans boucliers, des caldeiras, des dômes de lave, des stratovolcans et les cônes volcaniques.

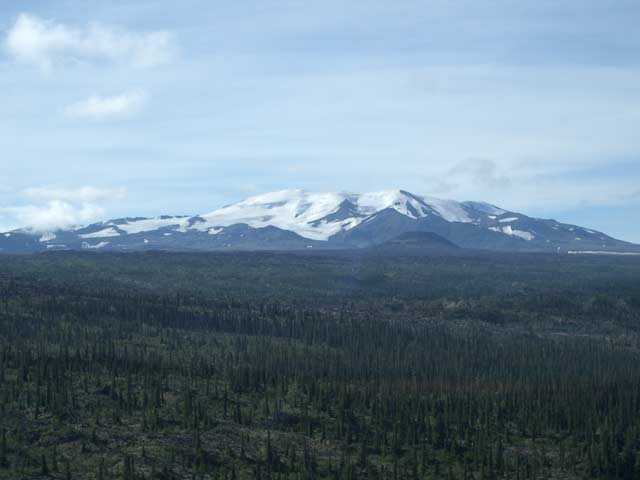
Le mont Edziza, principal volcan du complexe volcanique du mont Edziza.

Son nom provient du mont Edziza.